# Α̤
Cette page contient des caractères spéciaux ou non latins. S’ils s’affichent mal (▯, ?, etc.), consultez la page d’aide Unicode.
L’alpha tréma souscrit, α̤, est une lettre grecque additionnelle utilisée dans l’écriture du grec pontique.

## Utilisation
L’alpha tréma souscrit est utilisé en grec pontique, notamment dans la grammaire de pontique historique d’Anthimos Papadopoulos. Il est utilisé par exemple dans οσπίτα̤, « maisons » ou ομά̤ζω, « ressemble ».